# Ultralinke

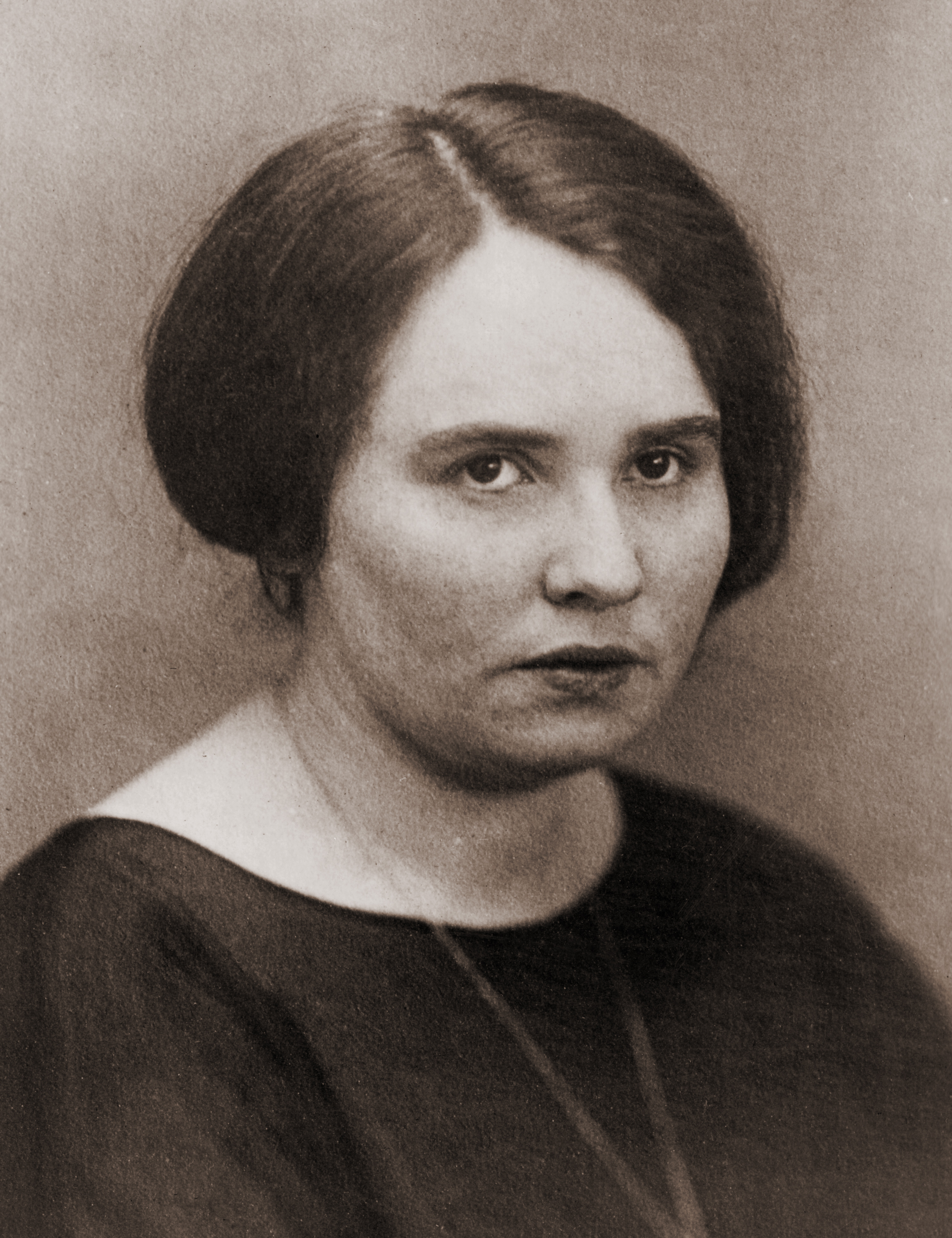
Ruth Fischer, 1924

Ultralinke (auch Linke Opposition) ist die Bezeichnung für eine ideologische Strömung und ihrer Anhänger innerhalb der KPD in der Weimarer Republik. Die Wortführer der Ultralinken innerhalb der Partei waren die späteren KPD-Vorsitzenden Ruth Fischer und Arkadi Maslow sowie die Mitglieder des Zentralkomitees der Partei Karl Korsch, Werner Scholem, Arthur Rosenberg, Hugo Urbahns und Josef Winternitz. Die Ultralinke setzte die durch die Komintern eingeforderte Bolschewisierung in der KPD um, die die innerparteiliche Demokratie erheblich beeinträchtigte und an den politischen Vorgaben aus der Sowjetunion ausrichtete.

## Hintergrund

### Offensivstrategie
Im Dezember 1920 trat ein Großteil der SPD-Abspaltung Unabhängige Sozialdemokratische Partei Deutschlands der KPD bei und formierte sich zur Vereinigten Kommunistische Partei Deutschlands (VKPD) als Massenpartei. Unter Paul Levi als Parteivorsitzenden wandte die VKPD sich einen Monat später in dem Gedanken an eine Einheitsfront in einem offenen Brief an die anderen Arbeiterparteien und Gewerkschaften. In den Städten Berlin und Hamburg sammelte sich zeitgleich eine Linke Opposition, zu der auch Ernst Thälmann gehörte, die vor einer Zusammenarbeit mit der Sozialdemokratie in Form der SPD und den Gewerkschaften warnte, um sich klar von jeglicher Reformpolitik abzugrenzen und nach Aussagen von Werner Scholem „das kommunistische Gesicht“ der KPD zu wahren. Die Linke Opposition innerhalb der VKPD forderte darüber hinaus sofortige revolutionäre Aktionen ein. Nachdem diese Offensivstrategie in der Parteileitung durch Werben der Komintern-Vertreter um Béla Kun und Karl Radek eine Mehrheit gefunden hatte, trat Paul Levi im Februar 1921 als Vorsitzender zurück.

### Märzkämpfe
Unter den neuen Vorsitzenden Heinrich Brandler und Walter Stoecker wurde im Sinne der Offensivstrategie bereits Mitte März 1921 ein Generalstreik ausgerufen, der lediglich in einigen Landesteilen befolgt wurde und zu einem Aufstandsversuch in Mitteldeutschland anwuchs. Aus den Erfahrungen des Scheiterns von Aufstand und Generalstreik sowie der Verurteilung und Flucht von Brandler entwarf dieser nach seiner Rückkehr aus Moskau durch eine Amnestie zusammen mit August Thalheimer und Ernst Meyer im Anschluss an Rosa Luxemburg das Konzept einer revolutionären Realpolitik. Demnach war hingegen der vorherigen Linie eine erfolgreiche sozialistische Revolution nur als Einheitsfront im Zusammengehen mit der Sozialdemokratie und der Unterstützung durch die Gewerkschaften gelingen kann. Im Jahr 1923 kam es zu einer Verschärfung der innenpolitischen Lage in der Weimarer Republik: Ab Januar kam es zur Besetzung des Ruhrgebiets durch französische Truppen und durch den einsetzenden passiven Widerstand zu einer Hyperinflation, die die soziale Not verschärft. Im August trat als Folge des Cuno-Streiks als Massenprotest die Reichsregierung zurück und im September kam es um Gustav von Kahr in Bayern zu einem extrem rechten Umsturzversuch als Vorläufer des Hitlerputsches. Einen Monat später, im Oktober, wird die Rheinische Republik auf deutschen Staatsgebiet ausgerufen und es kommt durch den Eintritt der KPD in die Landesregierungen in Sachsen und Thüringen zur Ausrufung der Reichsexekution, dem Einmarsch der Reichswehr und der Absetzung der jeweiligen demokratisch gewählten lokalen Regierungen.

### Deutscher Oktober
Das Exekutivkomitee der Kommunistischen Internationale (EKKI) wollte diese Krise der Weimarer Republik ausnutzen und zu einem bewaffneten Umsturz im Sinne eines Deutschen Oktobers als Gegenstück zur sowjetischen Oktoberrevolution zuspitzen. Für Grigori Sinowjew als Leiter der Komintern sei in Deutschland die Zeit für „die zweite, wirklich proletarische Revolution“ gekommen. Der KPD wurden 400.000 US-Dollar zum Kauf von Waffen sowie Josef Unschlicht, Stellvertreter Trotzkis, als Organisator für die geheime Bewaffnung zur Verfügung gestellt. Im September 1923 wurde in Moskau die KPD-Delegation unter dem noch zurückhaltenden Brandler empfangen, der im Anschluss die Aufstandspläne – wie bereits zuvor von Ruth Fischer und Ernst Thälmann – unterstützte und in wenigen Wochen fünfzehn Divisionen auf Basis der Proletarischen Hundertschaften in Aussicht stellte. Mit dem 20. Oktober wurde die KPD durch die Ausrufung der Reichsexekution entschieden in ihren Hochburgen in Sachsen und Thüringen geschwächt. Einen Tag später scheiterte der Versuch auf einer Konferenz in Chemnitz einen Generalstreik auszurufen. Brandler sagte daraufhin den geplanten Aufstand ab. Dennoch kam es am 23. Oktober zum Aufstandsversuch in Hamburg, der später den Mythos um Thälmann mitbegründen sollte.

### Bolschewisierung

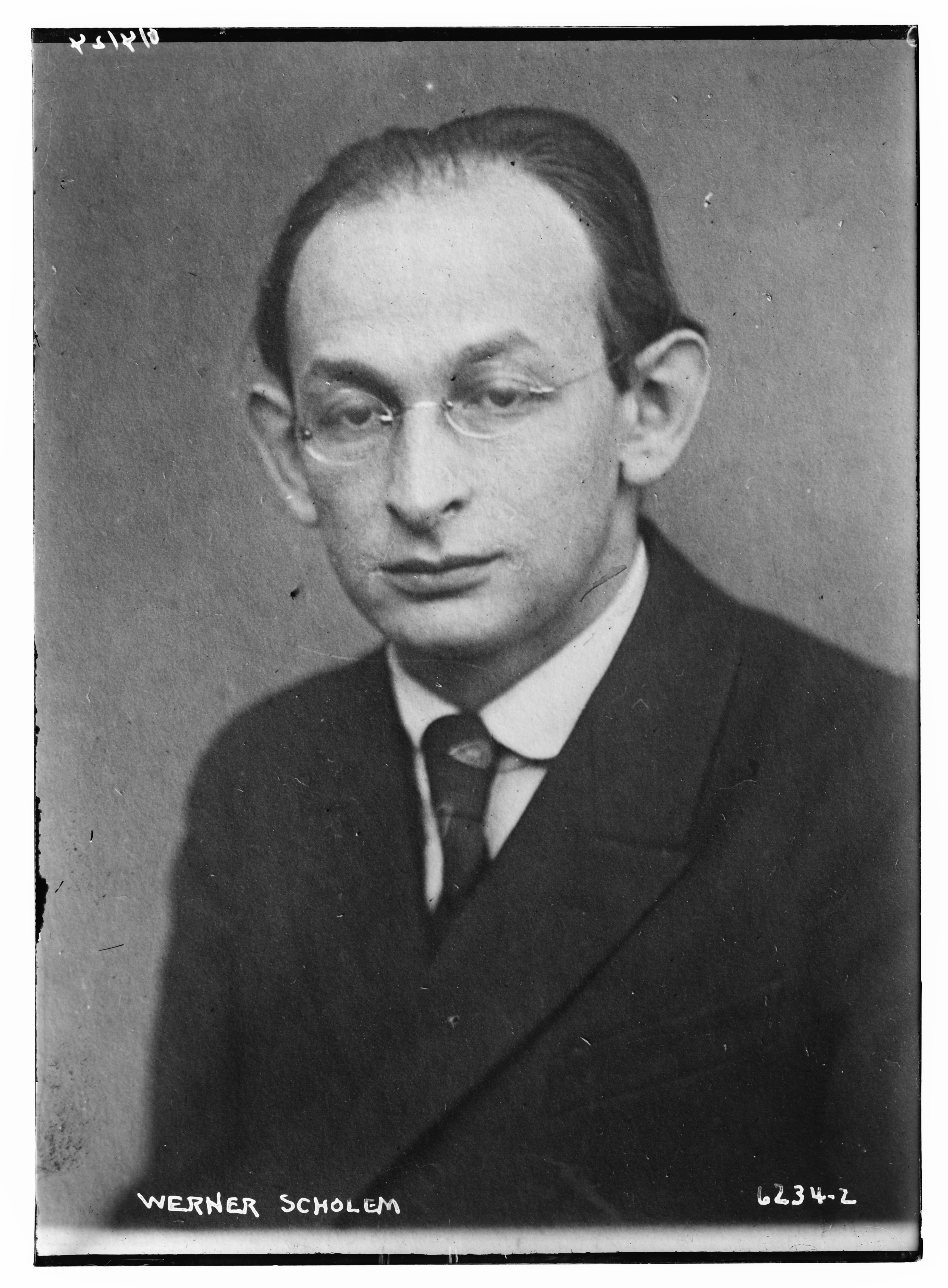
Werner Scholem, um 1924

Die Niederlage im Deutschen Oktober wurde in Moskau der KPD-Führung um Brandler angelastet sowie ihre Ursachen mit den Fraktionskämpfen in der sowjetischen Führung verknüpft und den innerparteilichen Flügel um Trotzki angelastet. Nachdem das Verbot der KPD durch die deutschen Behörden im März 1924 ausgelaufen war, übernahmen einen Monat später Ruth Fischer, Arkadi Maslow, Werner Scholem und Ernst Thälmann die Führung der Partei. Zuvor musste Heinrich Brandler auf Betreiben der Komintern den Parteivorsitz aufgeben und nach Moskau emigrieren. Scholem stand den Parteiapparat der KPD vor und trieb dessen Disziplinierung durch die einsetzende Bolschewisierung nach dem Vorbild der bolschewistischen Partei in der Sowjetunion voran. Gezielt wurden Stimmen in der Partei dabei, die sich für eine Einheitsfront mit der Sozialdemokratie einsetzten und für eine Verankerung in den Gewerkschaften warben, an den Rand oder aus der Partei hinaus gedrängt. Unter der neuen Führung begann auch der innerparteiliche Aufstieg des KPD-Chefpropagandisten Willi Münzenberg. Dieser Angleichungsprozess an das sowjetische Parteimodell war der Ausgangspunkt für spätere die Stalinisierung der Partei.
Ende Februar 1925 verstarb der erste Reichspräsident Friedrich Ebert am 28. Februar 1925 überraschend. Zur aufkommenden Reichspräsidentenwahl 1925 ließ die KPD daraufhin Ernst Thälmann als „roten Präsidenten“ kandidieren. Im zweiten Wahlgang standen sich Wilhelm Marx für den republikanischen „Volksblock“ und Paul von Hindenburg für den antirepublikanischen „Reichsblock“ gegenüber. Um das kommunistische Profil der KPD nicht zu schwächen, weigerten sich Scholem und Thälmann – trotz gegenteiliger Empfehlung durch das EKKI – den „Volksblock“ gegen Hindenburg zu unterstützen und hielten an der Wahlteilnahme im zweiten Wahlgang fest. Thälmann erhielt in beiden Wahlgängen um die sieben bzw. sechs Prozent, während der Monarchist Hindenburg neuer Reichspräsident der Weimarer Republik wurde.

### Parteiausschluss
Die Führung von Fischer, Scholem und dem inhaftieren Maslow wurde auf dem 10. Parteitag der KPD im Juli 1925 bestätigt, während gleichzeitig die Position Thälmanns gestärkt wurde. Gleichzeitig fand die Parteilinke keine inhaltliche Antwort auf die mobilisierende Wirkung von Reformforderungen im Rahmen der diskutierten Fürstenenteignung. Anfang August kam es zur offenen Kritik von Thälmann und Philipp Dengel im ZK an dem Kurs von Fischer. Am 11. August wurde die KPD-Führung durch das EKKI nach Moskau bestellt und unterschrieb einen offenen Brief, der am 1. September in der Roten Fahne veröffentlicht wurde und an die Mitgliedschaft der KPD adressiert war. In diesem kritisierte das EKKI die Führung der KPD um Fischer und Maslow, die die Partei von der Arbeiterschaft isolieren und antisowjetische Tendenzen und antileninistische Theorien begünstigen würde. Die Kritik des EKKI richtete sich dabei auch gegen ultralinke Tendenzen, die „in Wirklichkeit antikommunistischen Tendenzen“ seien.
Am gleichen Tag der Veröffentlichung übernahmen Thälmann, Dengel und Ottomar Geschke die Führung der Partei. Im August 1926 wurden Fischer und Maslow aus der Partei ausgeschlossen, Scholem im November des gleichen Jahres. Ein Großteil der Parteilinken konnte ebenso als Ultralinke denunziert, isoliert und in den Jahren 1926 und '27 aus der KPD ausgeschlossen werden. Diese organisierten sich daraufhin in Zusammenschlüssen wie den Leninbund um Hugo Urbahns, in der Linken Opposition der KPD um Anton Grylewicz, der unter Linke Kommunisten auch eine Gruppe ausgeschlossener kommunistischer Abgeordneter im Preußischen Landtag anführte, oder der Gruppe Kommunistische Politik um Karl Korsch.

## Rezeption
Der Historiker Marcel Bois vermeidet in seiner Beschreibung eines historischen Linksradikalismus die polemische Abwertung als Ultralinke, die in der Komintern und damit in der KPD sowie später in der DDR üblich war, und betont, dass die als Ultralinke Polemisierten aus derselben politischen Tradition kamen wie andere Kommunisten und sich ebenfalls auf das Kommunistische Manifest von Karl Marx und Friedrich Engels von 1848 beriefen.
Hermann Weber beschreibt drei ultralinke Phasen der KPD und geht über die (Fremd-)Bezeichnung der innerparteilichen Strömung hinaus: In der Frühphase der Partei nach ihrer Gründung, im weiteren Verlauf 1924/25 sowie von Februar und stärker ab Oktober 1928 nach der Wittorf-Affäre bis 1934/35 als die Komintern begann eine Volksfront-Politik zu verfolgen. Dabei kennzeichnen sich diese Phasen über "eine abstrakt-radikale Tendenz, die vorrangig die Revolution propagierte, Übergangsforderungen ablehnte und die Machtübernahme vorbereitete. Daraus ergab sich eine Ablehnung der Einheitsfront mit der SPD und anderen Organisationen und allgemeine Obstruktionspolitik."
Ihrem Wesen nach klassifiziert József Wieszt die ultralinke Ausrichtung der KPD ab 1929 als "rechte Politik". Die Partei habe auf "Mittel der Politik" verzichtet, war revolutionär nur in der Phrase und sei inhaltlich "als der vergebliche Versuch ausgewiesen, in Konkurrenz mit den reformistischen Parteien und Arbeiterorganisationen reformistische Tagespolitik zu betreiben, die sie als objektiv-revolutionär ausgab und die sie vergeblich in politische und revolutionäre Aktionen umzuwandeln versuchte."